# Frohe Botschaft für die Kranken

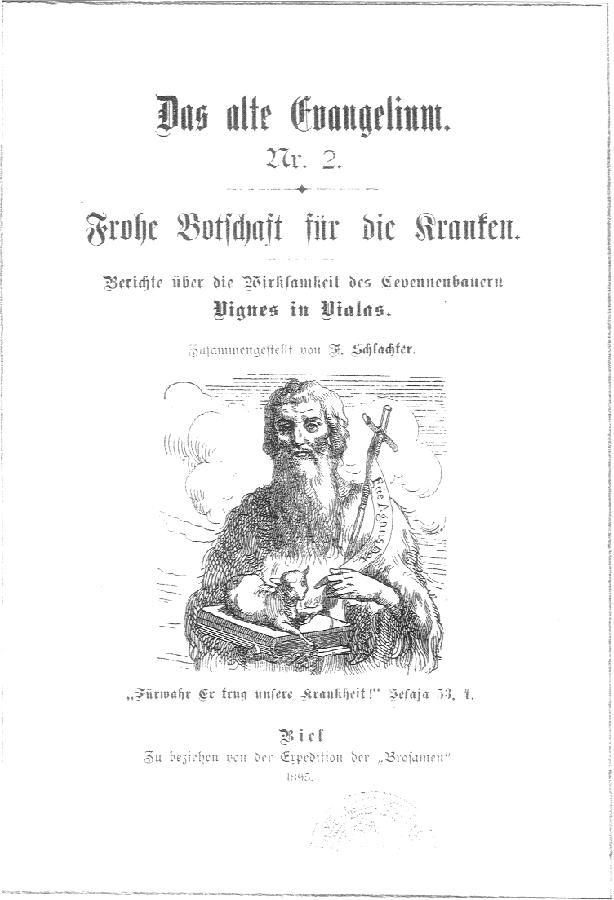
Titelblatt der Broschüre Das alte Evangelium, Nr. 2, Frohe Botschaft für die Kranken

Bei der Broschüre Frohe Botschaft für die Kranken aus dem Jahre 1896 handelt es sich um einen Bericht von Franz Eugen Schlachter über den Krankenheiler Cyprian Vignes aus dem Cevennendorf Vialas in Südfrankreich. Schlachter war einer der Wenigen, die Vignes und seine Tätigkeit bekannt machten.
Es wird berichtet, dass zu Schlachters Zeiten „Glaubensheilungen“ durch diesen Cevennen-Bauern geschahen. Schlachter selbst fuhr zweimal nach Vialas und organisierte auch Reisegesellschaften. Die Evangelische Gesellschaft betrachtete das Ganze zwar kritisch, aber durchaus wohlwollend. Auch Fritz Stucky, der spätere Präsident der Evangelischen Gesellschaft des Kantons Bern, besuchte Vialas und äußerte sich positiv. Bekannt wurde Vignes durch die Berichte Schlachters in seiner Zeitschrift Brosamen von des Herrn Tisch. 1896 folgte dann die zweite Broschüre namens „Eine wiedererweckte Gabe“. Sie handelte  u. a. ebenfalls von Vignes und dessen Heilungen. Später wurde es dann ruhiger um Vignes und ab 1905 berichtete Schlachter auch nicht mehr davon in den „Brosamen“.